# Petlyakov Pe-8
O Petlyakov Pe-8 foi um bombardeiro pesado da União Soviética durante a Segunda Guerra Mundial, sendo o único bombardeiro quadrimotor construído na União Soviética durante a guerra. Com apenas 93 exemplares construídos, foi usado para bombardear Berlim em 1941. Foi também usado para desempenhar uma série de bombardeamentos estratégicos contra os alemães com o único intuito de aumentar a moral do povo soviético ao expor a vulnerabilidade das potências do eixo. A sua missão principal, contudo, era a de bombardear aeródromos da Luftwaffe, caminhos de ferro e outras infra-estruturas da Wehrmacht, embora um exemplar tenha sido usado para transportar Vyacheslav Molotov de Moscovo até aos Estados Unidos em 1942.
Originalmente designado TB-7, a aeronave foi rebaptizada como Pe-8 depois de o seu designer principal, Vladimir Petlyakov, ter morrido num acidente de avião em 1942. Problemas com a aquisição de materiais fez com que a produção deste avião tivesse vários problemas. A partir de 5 de Março de 1942, depois da criação do Comando de Aviação de Longo Alcance, os Pe-8 e outros bombardeiros semelhantes foram integrados sob a autoridade deste comando; este comando obedecia directamente a Stalin e apenas o próprio podia ordenar qualquer bombardeamento com estas aeronaves. À medida que a moral soviética aumentava, estas aeronaves também tornaram-se alvos de grande importância para os pilotos da Luftwaffe. O número de baixas desta aeronave, quer seja por falha mecânica, fogo amigável ou em combate contra aviões inimigos, duplicou entre 1942 e 1944.
No final da Segunda Guerra Mundial, a maior parte dos exemplares sobreviventes já haviam sido retirados de serviço. Com o desenrolar da guerra, a União Soviética começou a usar bombardeiros de outros países aliados, deixando de dar qualquer tipo de prioridade à produção de bombardeiros como o Pe-8. Depois da guerra, alguns foram modificados para aeronaves de transporte para militares de alta patente, e alguns outros foram usados em vários programas de teste soviéticos.